# 6647 Josse
6647 Josse (1991 GG5) là một tiểu hành tinh vành đai chính được phát hiện ngày 8 tháng 4 năm 1991 bởi E. W. Elst ở La Silla.